# TG4 (rete televisiva)
TG4 (TG Ceathair; pronunciato [tʲeː ɟeː cahəɾʲ]) è un'emittente del servizio pubblico della televisione irlandese.

## Storia
Il canale trasmette i suoi programmi dal 31 ottobre 1996, dall'aprile 2005 anche nell'Irlanda del Nord.
TG4 era precedentemente noto come Teilifís na Gaeilge o TnaG, prima di una campagna di restyling nel 1999. TG4 è stata la terza emittente nazionale lanciata in Irlanda, dopo RTÉ One nel 1961 (come Teilifís Éireann) e RTÉ Two nel 1978, e fu seguito da TV3 nel 1998.
Il canale ha 800.000 spettatori che si sintonizzano sul canale ogni giorno, il canale ha una quota del 3% del mercato televisivo nazionale.
La caratteristica del canale è che, a differenza di tutti gli altri, questo trasmette molti programmi in lingua irlandese. Questi riguardano sia le serie prodotte in Irlanda (delle quali la più nota è Ros na Rún) sia ridoppiaggi di serie americane in irlandese.

## Programmi

### Programmi importati
- The Vampire Diaries
- Army Wives
- The Starter Wife
- Nip/Tuck
- Gossip Girl
- One Tree Hill
- Cold Case
- True Blood
- South Park
- The Wire
- Due uomini e mezzo
- Senza traccia
- Carnivàle
- America's Next Top Model
- The O.C.
- Oz
- Lipstick Jungle
- Everwood
- Survivor
- Invasion
- Curb Your Enthusiasm